# Rudolf Junk

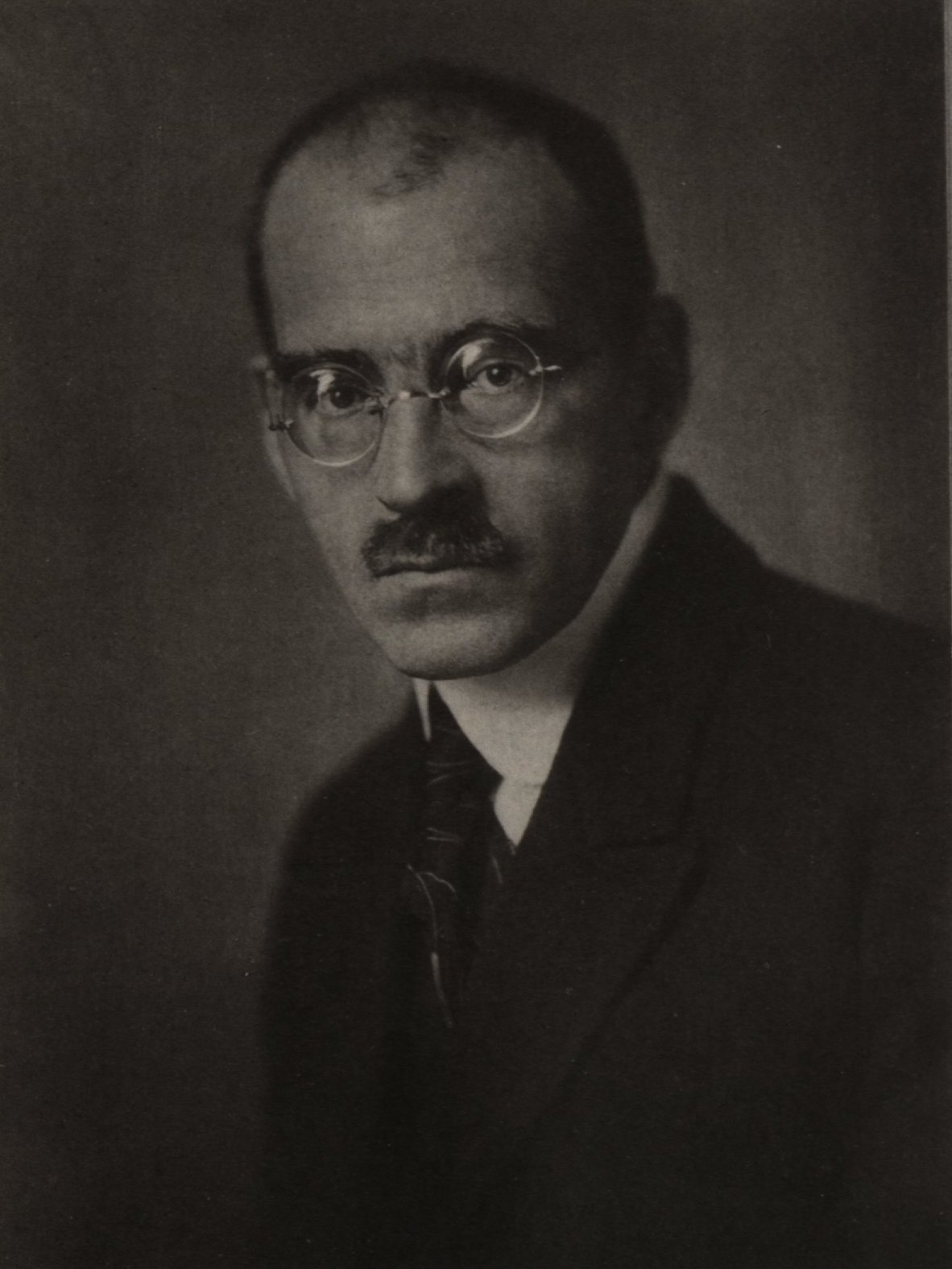
Rudolf Junk, um 1924

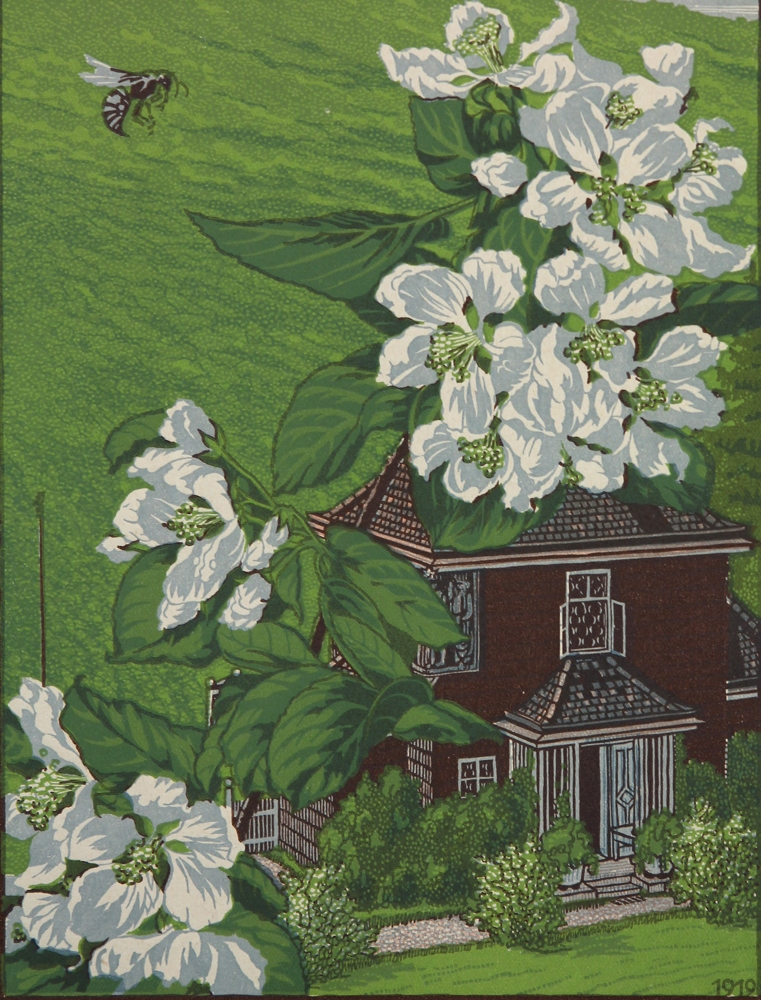
Mein Haus (1919)

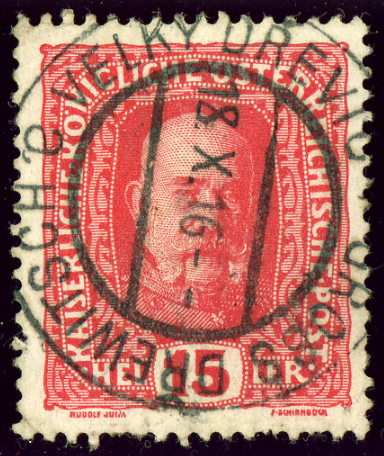
Briefmarke von 1916

Rudolf Junk (* 23. Februar 1880 in Wien; † 20. Dezember 1943 in Rekawinkel, Niederösterreich) war ein österreichischer Grafiker und Maler. Er entwarf zahlreiche österreichische Kronen- und Schillingbanknoten. 

## Leben und Wirken
Junk, Sohn des Bautechnikers David Valentin Junk und dessen Ehefrau Wilhelmine geb. Klier, besuchte zuerst Kindergarten und Volksschule in Wien, bevor er 1894 an das Stiftsgymnasium Melk wechselte. Dort zählten Leopold Blauensteiner und Richard Kurt Donin (die beiden machten sich später als Maler bzw. Kunsthistoriker einen Namen) zu seinen Klassenkameraden. Danach studierte er Germanistik und Keltische Philologie an der Universität Wien, wo er 1903 auf Basis der Dissertation Über die Bamberger Glaubens- und Beichtformel und das Stück von Himmel und Hölle zum Dr. phil. promoviert wurde. Von 1903 bis 1908 besuchte er die Spezialschule Heinrich Leflers an der Akademie der bildenden Künste in Wien.
Ab 1909 arbeitete er als Grafiker für die Österreichische Staatsdruckerei und entwarf bis zu seinem Tod insgesamt 24 (in Umlauf gebrachte) Banknoten, außerdem Wertpapiere, Brief- und Stempelmarken. Von 1909 bis 1922 war er Mitglied des Wiener Hagenbundes, von 1912 bis 1918 Künstlerischer Beirat der Akademie für Musik und darstellende Kunst Wien und von 1924 bis 1943 Direktor der Graphischen Lehr- und Versuchsanstalt in Wien.
Sein Bruder Victor Junk (1875–1948) war Musik- und Tanzwissenschaftler.

## Arbeiten
- —, Emil Schiller: Der Huldigungsfestzug. Eine Schilderung und Erklärung seiner Gruppen. Kaiser-Jubiläums-Festlichkeiten Wien 1908. Verlag des Zentral-Komitees der Kaiserhuldigungs-Festlichkeiten, Wien 1908.
- Kalender auf das Jahr 1908. Originalholzschnitte von Rudolf Junk. Christoph Reisser’s Söhne, Wien 1908.
- (Hauptwerk:) Sechzehn kleine Lieder von Goethe, 1918–23. (In Holz geschnitten, mit farbigen Initialen und Randleisten).[6]
- —, Richard Kurt: Holzschnitt. In: Österreichische Exlibris-Gesellschaft: Jahresgabe der Österreichischen Exlibris-Gesellschaft. Wien 1921, ZDB-ID 553306-5.
- Österreichische Buchkultur. Buchgewerbehaus, Wien 1934.
- Fünfzig Jahre Graphische Lehr- und Versuchsanstalt. Vortrag im Wiener Rundfunk am 1. März 1938. Einleitung zum Jubiläumswerke „Bilder aus Österreich“. Wien 1938.
- — (Hrsg.): Bilder aus Österreich. Arbeitsproben der graphischen Lehr- und Versuchsanstalt aus Anlass ihres fünfzigjährigen Bestehens. Wien, 1. März 1938. Selbstverlag, Wien 1938.
- Carl Kampmann, — (Bearb.): Die graphischen Künste. 6., vermehrte und verbesserte Auflage. Sammlung Göschen, Band 75, ZDB-ID 842269-2. de Gruyter, Berlin (u. a.) 1941. (Erste Auflage, Leipzig 1898. – Volltext online).